# 유보율
유보율(Reserve ration)이란 영업 활동에서 생긴 이익인 이익잉여금과 자본거래 등 영업 활동이 아닌 특수 거래에서 생긴 이익인 자본잉여금을 합한 금액을 납입자본금으로 나눈 비율로서 기업이 동원할 수 있는 자금력을 측정하는 재무제표의 하나의 항목으로 기업의 사내 자금 보유력을 나타내는 재무건전성 및 안전성을 측정하는 지표중의 하나이다. 또한 기업 스스로 얼마만큼의 자금을 동원할 수 있는지를 측정하는 지표로, 기업의 설비확장이나 재무구조 안정을 위해 어느정도 사내유보가 되어 있는가를 나타내준다.

## 개념
예를 들어 자본금이 50억인 회사의 유보율이 100%라면 회사에 투자하거나 이익배분이 되지 않은 유보자금으로 50억이 있다는 의미이고, 유보율이 1000%라면 유보자금으로 500억이 있다는 의미이다. 일반적으로 유보율이 높은 기업은 기업의 유동성(현금보유)이 높아서 돌발사태에 대비할 수 있는 여건을 충분히 갖추고 있다는 의미이다.

## 유보율계산방법
유보율 = (잉여금/납입자본금) x 100%, (단, 잉여금 = 자본잉여금 + 이익잉여금)
- 자본잉여금의 종류: 주식발행초과금, 감자차익, 자기주식처분이익
- 이익잉여금의 종류: 이익준비금, 임의적립금, 차기이월이익잉여금

## 같이 보기
- 자산
- 자본
- 부채

## 참고 문헌
- 기획재정부, 시사경제용어
- 한국거래소, 증권용어사전[깨진 링크(과거 내용 찾기)]